# Yannick Mayer
Pour les articles homonymes, voir Mayer.
Yannick Mayer (né le 15 février 1991 à Mosbach) est un coureur cycliste allemand.

## Biographie
Yannick Mayer naît le 15 février 1991 à Mosbach en Allemagne.
En 2009, Yannick Mayer, qui court pour le RSG Heilbronn 1892 eV, est deuxième du championnat d'Allemagne de cyclo-cross juniors derrière Michael Schweizer. En 2010, il court pour l'équipe continentale Heizomat puis il rejoint en 2011 l'équipe NSP. Quatrième de Cottbus-Görlitz-Cottbus au sein de cette équipe cette année-là, il réaliste cependant ses meilleurs résultats au sein de l'équipe nationale espoir avec laquelle il remporte la première de la Ronde de l'Isard d'Ariège. Il termine également deuxième d'une étape de la Coupe des nations Ville Saguenay, manche de l'UCI Coupe des Nations U23. Chez Baier Landshut en 2013, il termine 2e de la Delta Road Race.
Pour la saison 2014, le coureur signe un contrat avec l'équipe Bike Aid-Ride for help. Cette dernière change de nom pour Bike Aid en 2015. Il remporte cette année-là la 4e étape de la Vuelta a la Independencia Nacional.

## Palmarès et classements mondiaux

### Palmarès sur route
- 2011[1]
  - 2e étape de la Ronde de l'Isard
- 2013
  - Erzgebirgsrundfahrt
  - 2e de la Delta Road Race
- 2015
  - 4e étape de la Vuelta a la Independencia Nacional

### Classements mondiaux
| Année            | 2011 | 2012 | 2013 | 2014 | 2015 | 2016 | 2017 | 2018   |
| ---------------- | ---- | ---- | ---- | ---- | ---- | ---- | ---- | ------ |
| UCI Africa Tour  |      |      |      |      | 185e |      |      |        |
| UCI America Tour | 326e |      | 82e  |      |      |      |      |        |
| UCI Europe Tour  | 796e |      |      |      |      |      |      | 2 048e |

### Palmarès en cyclo-cross
- 2008-2009
  - 2e du championnat d'Allemagne de cyclo-cross juniors
- 2011-2012
  - 2e du championnat d'Allemagne de cyclo-cross espoirs